# Itatí
Itatí est une ville de la province de Corrientes, en Argentine, et le chef-lieu du département d'Itatí. Elle se situe dans la partie nord de la province, en face du Paraguay et sur la rive gauche du Rio Parana, à 61 km au nord-est de Corrientes. Sa population s'élevait à 7 902 habitants en 2001.

## Histoire
Son nom vient du guarani et signifie « Nez de pierre ».
Son centre historique, fondé au XVIIe siècle, attire de nombreux touristes. Il a été déclaré « village touristique » en 1999.

## Galerie

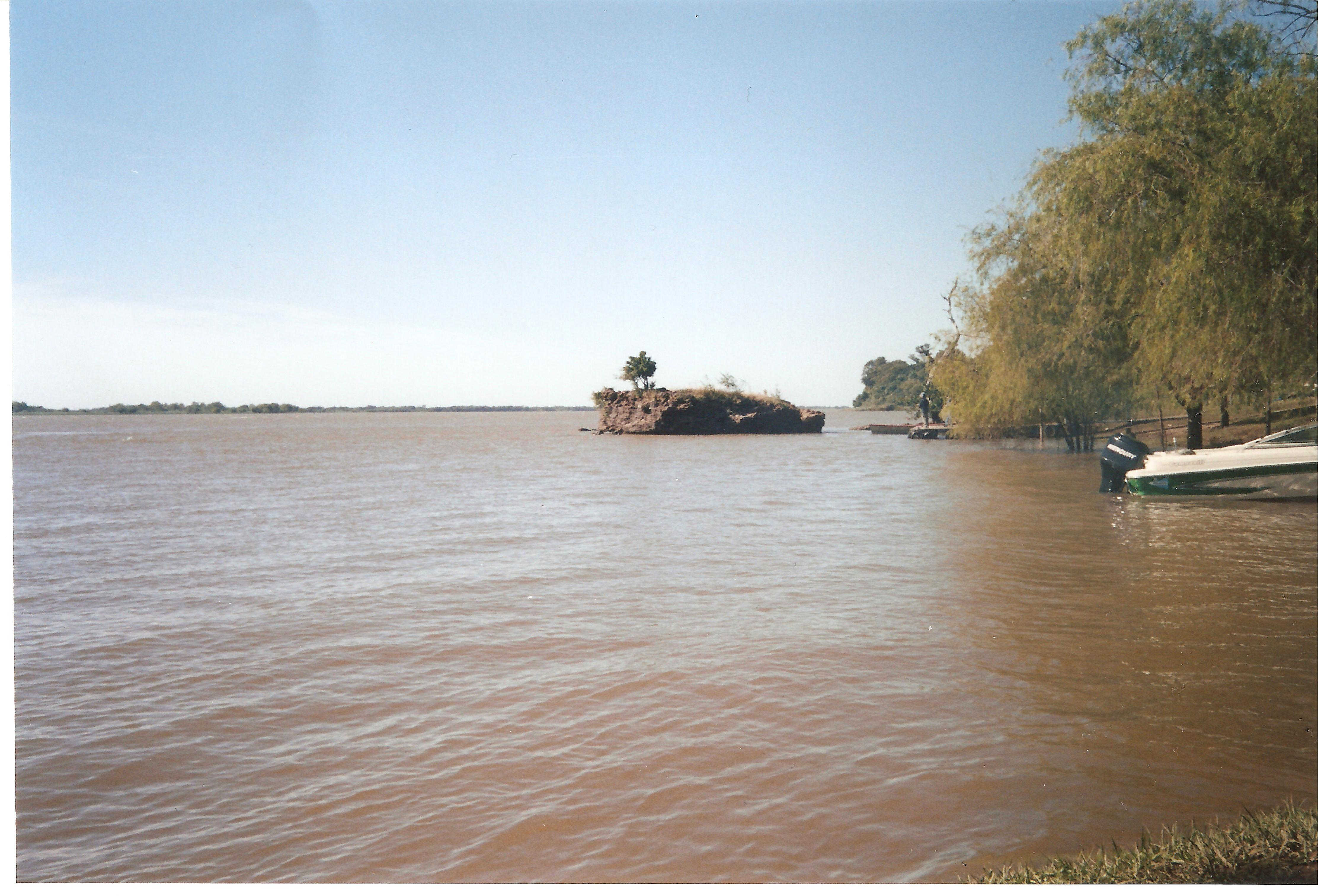
La rive du Parana
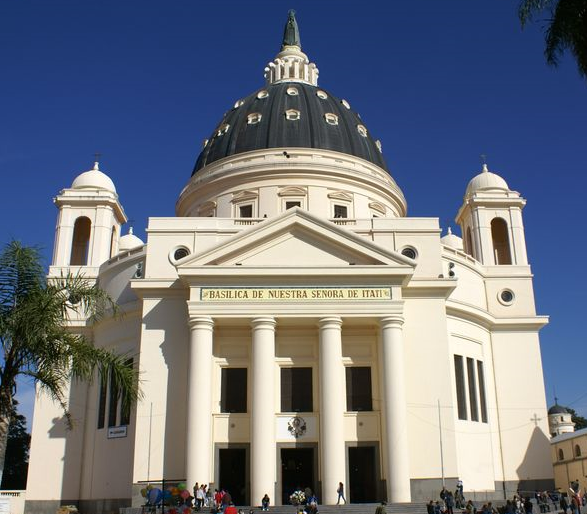
La basilique